# Livø (film)
|  | Denne artikel er oprettet af botten Steenthbot ud fra en ekstern database. Den kan derfor have sproglige fejl eller mangler. Denne skabelon kan fjernes efter kontrol af indholdet. |

Livø er en dansk kortfilm fra 2016 instrueret af Niels Holstein Kaa.

## Handling
Midt i Limfjorden ligger Livø, et lille stykke uberørt fortidslandskab. Øen er også hjemsted for brødrene Axel og Benjamin på 6 og 10. De bruger dagene på at fange frøer, klatre i træer og jage fjordens sæler. Om natten holder de omkring hinanden til lyden af forældre, der skændes voldsomt nede i stuen. En retrospektiv fortælling om barndommens glæde og frygt.

## Medvirkende
- Benjamin Behnke Frandsen
- Bastian Behnke Frandsen